# Javier Irureta
Javier Iruretagoyena Amiano, né le 1er avril 1948 à Irun, est un footballeur espagnol. Durant les années 1970 il évolue au poste d'attaquant, notamment à l'Atlético de Madrid, où il remporte la Coupe intercontinentale, et à l'Athletic Bilbao. Devenu entraîneur, il dirige le Deportivo La Corogne, club avec lequel il remporte le championnat et la Coupe d'Espagne dans les années 2000. Le Depor est également demi-finaliste de la Ligue des champions. En 2006, Irureta dispute son 600e match de 1re division en tant qu'entraîneur.

## Carrière

### En tant que joueur
Javier Irureta fait ses débuts dans le club de sa ville natale, le Real Unión de Irun, qui évolue en Tercera División. Il est recruté par l'Atlético de Madrid en 1967, et dispute son premier match dans le championnat d'Espagne en décembre. Champion en 1970 et 1973, le club remporte la Coupe d'Espagne en 1972. En 1974, les Colchoneros sont battus par le Bayern Munich en finale de la Coupe des clubs champions. Les bavarois ne peuvent disputer la Coupe intercontinentale et sont remplacés par l'Atleti}, qui l'emporte face aux argentins d'Independiente.
Irureta rejoint l'Athletic Bilbao en 1975. En 1976-1977, le club atteint la finale de la Coupe UEFA, après avoir écarté le FC Barcelone en quarts de finale. Lors du match retour, disputé au Camp Nou, Irureta inscrit un doublé. En finale, les basques s'inclinent face à la Juventus à la différence de buts, malgré une nouvelle réalisation d'Irureta à San Mamés. Il met un terme à sa carrière de joueur en 1980 après avoir disputé plus de 300 matches en 1re division.
Durant les années 1970, Irureta est appelé à six reprises en équipe d'Espagne par le sélectionneur László Kubala.

### En tant qu'entraîneur
Javier Irureta commence sa carrière d'entraîneur dans les divisions inférieures, au Sestao Sport Club. En septembre 1988, il dispute son premier match de Primera División en tant qu'entraîneur avec le CD Logroñés. Il qualifie le Real Oviedo, 6e du championnat d'Espagne en 1990-1991, pour la Coupe UEFA, et récidive avec le Celta Vigo en 1997-1998. Il est nommé meilleur entraîneur de la saison 1997-1998 par le magazine Don Balón et par le journal El País.
En 1998, il est recruté par le Deportivo La Corogne. Irureta est l'entraîneur ayant conquis le plus de titres avec le Depor, qui sous sa direction remporte le championnat d'Espagne pour la première fois de son histoire en 1999-2000. Ce succès lui permet d'obtenir une nouvelle fois le titre de meilleur entraîneur de l'année. Le club se classe dans les trois premiers lors des quatre saisons suivantes. Les galiciens remportent la Supercoupe d'Espagne en 2000, ils s'imposent de nouveau en 2002 et battent le Real Madrid en finale de la Coupe d'Espagne. Le club dispute la Ligue des champions et est éliminé par deux fois en quarts de finale. Durant la saison 2003-2004, La Corogne s'incline en demi-finales face au futur vainqueur, le FC Porto, alors entraîné par José Mourinho. Irureta quitte le Depor en juin 2005, le club ayant terminé 8e du championnat 2004-2005 et dernier de sa poule lors de la phase de groupes de la Ligue des champions.
En juin 2006, il succède à Lorenzo Serra Ferrer à la tête du Real Betis. Durant la saison, il participe à son 600e match de 1re division en tant qu'entraîneur. Irureta est alors le technicien le plus expérimenté du championnat d'Espagne, derrière Luis Aragonés et Miguel Muñoz. Néanmoins, il donne sa démission en décembre ; le Betis est alors relégable et compte trois victoires en quinze rencontres de Liga. Irureta est nommé entraîneur du Real Saragosse en janvier 2008, après avoir pris une année sabbatique. En difficulté en championnat, Saragosse s'est déjà séparé de deux entraîneurs, Víctor Fernández et Ander Garitano, lors des mois précédents. Il ne parvient pas à redresser la situation et démissionne au mois de mars, après avoir subi quatre défaites consécutives. Il est remplacé par Manolo Villanova.

## Palmarès
En tant que joueur
- avec l'Atlético de Madrid :
  - Champion d'Espagne en 1970 et 1973 ;
  - vainqueur de la Coupe d'Espagne en 1972 ;
  - finaliste de la Coupe des clubs champions en 1973-1974 ;
  - vainqueur de la Coupe intercontinentale en 1974.

- avec l'Athletic Bilbao :
  - finaliste de la Coupe UEFA en 1976-1977.

En tant qu'entraîneur
- avec le Deportivo La Corogne :
  - Champion d'Espagne en 1999-2000 ;
  - vainqueur de la Coupe d'Espagne en 2002 ;
  - vainqueur de la Supercoupe d'Espagne en 2000 et 2002.

## Distinctions personnelles
- Prix Don Balón de Meilleur entraîneur de La Liga : 1998, 2000 et 2004.